# Geological Society, London, Special Publications
Geological Society, London, Special Publications (англ. Geological Society Special Publication; Book Series GSL SPs; Геологическое общество Лондона, специальные публикации) — серийное книжное тематическое издание специальных публикаций Геологического общества Лондона.
Ведущая серия книг Общества, она известна во всем мировом геонаучном сообществе высоким качеством научной продукции и авторитетным международным редакторским коллективом.
Сборники научных статей на английском языке показывают историю изучения и современную трактовку основных актуальных тем по всем отраслям наук о Земле, кроме инженерной геологии.
Международный союз геологических наук и его комитеты (такие как INHIGEO) также публикуют свои сборники в этой серии.

## История

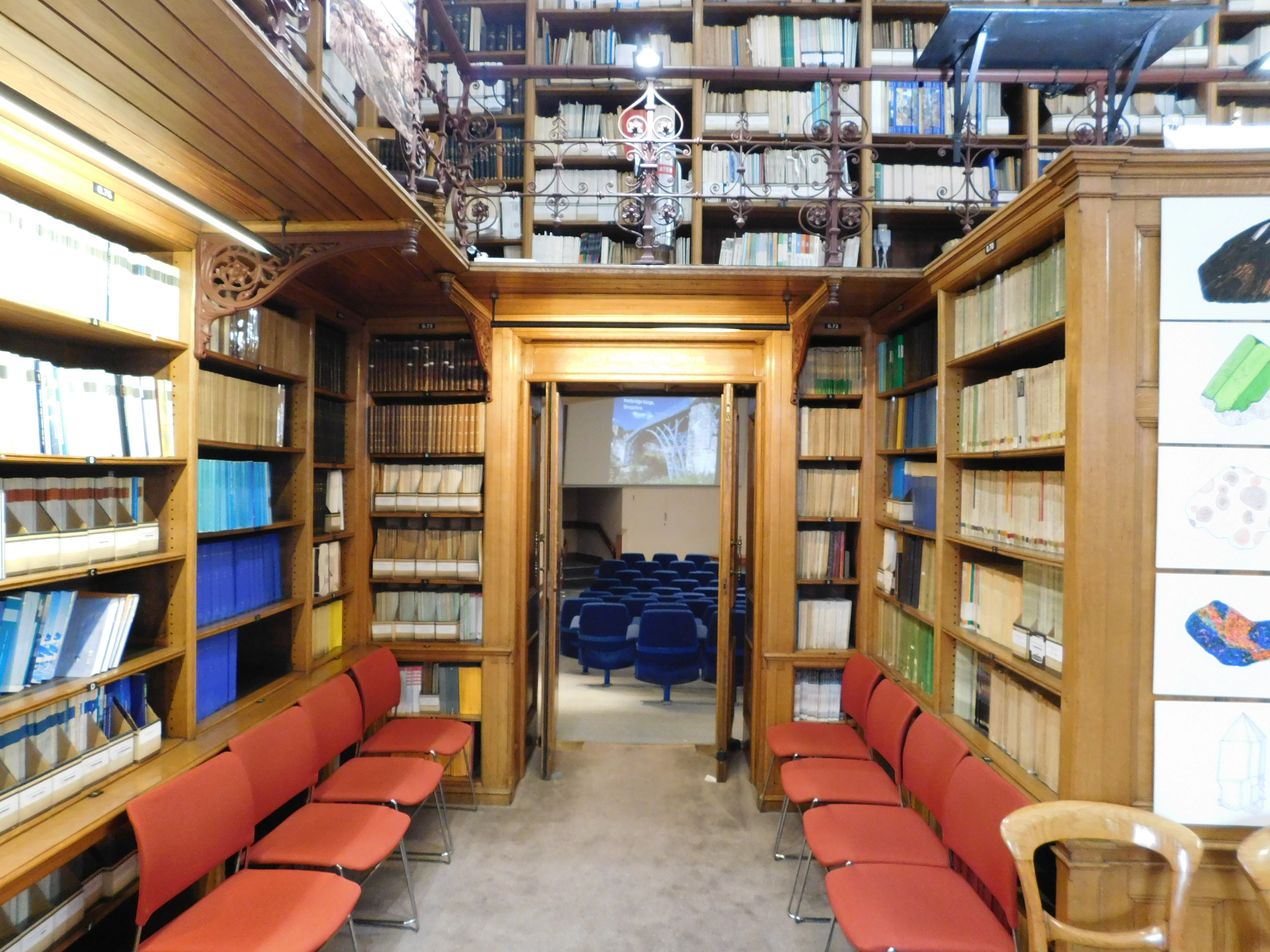
Geological society

Геологическое общество Лондона — старейшая геологическая организация, основанная в 1807 году в Великобритании.
C 1964 года Общество выпускает специальные издания, сначала как приложение к Ежеквартальному журналу Геологического общества, предшественнику Журнала Геологического общества (Quarterly Journal of the Geological Society; Journal of the Geological Society).
Серия приобрела свою нынешнюю форму и периодичность выпуска в 1981 году. Частота публикаций постоянно увеличивается, и в настоящее время составляет около 20 новых томов каждый год.
Новые тома этой серии заказывает Геологическое общество, а редакторы обеспечивают сбалансированное освещение темы издания. Общество придерживается высоких стандартов контроля качества книг, проводится полное рецензирование всех статей на соответствие стандартам, ожидаемым для журналов Геологического общества Лондона.

## Издания серии
К 2025 году выпущено и подготовлено к печати более 550 томов серии:
- 1964—1999 — 160 том
- 2000—2009 — 328 том
- 2010—2019 — 483 том
- 2020—2025 — 551 том

Оглавления, аннотации и прочая сопроводительная информация для всех сборников открыта на сайте издательства и научных агрегаторов (Scopus).
Специальные публикации составляют основную часть «Коллекции Лайеля» (Lyell Collection) — онлайн-коллекции всего ключевого контента Геологического общества, опубликованного с 1845 года. В Коллекции представлены специальные публикации из первого тома, причем все новые тома публикуются немного раньше даты их печатной публикации. Рефераты, PDF-файлы и ссылки были собраны до тома 277 включительно, а более поздние тома также включали полнотекстовый HTML.
Специальные публикации последних лет доступны через книжные интернет-магазины (GSL, AAPG, Burlington House и другие) и крупнейших поставщиков библиотек.

## Редакционная коллегия
В редколлению входят учёные — специалисты по основным направлениям геологических наук и наук о Земле.
Ответственными редакторами отдельных изданий и консультантами издательства выступают учёные из разных стран.

## О геологии в России
Некоторые тома были со статьями о геологии в России, среди них:
- 1997 (Volume 102) — Biotic Recovery From Mass Extinction Events
- 2007 (Volume 287) — Four Centuries of Geological Travel: The Search for Knowledge on Foot, Bicycle, Sledge and Camel
- 2009 (Volume 317) — The Making of the Geological Society of London
- 2015 (Volume 414) — Magnetic Susceptibility Application: A Window onto Ancient Environments and Climatic Variations
- 2016 (Volume 411) — Geology and Archaeology: Submerged Landscapes of the Continental Shelf
- 2017 (Volume 442) — History of Geoscience: Celebrating 50 Years of INHIGEO
- 2020 (Volume 499) — The Changing Role of Geological Surveys
- 2024 (Volume 543) — Geology’s Significant Sites and their Contributions to Geoheritage